# Abierto de Canadá Femenino de Golf

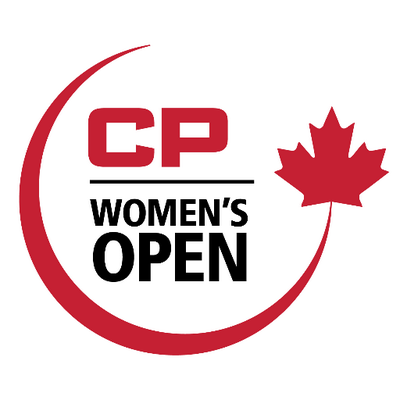
Logo del CP Women's Open

El Abierto de Canadá Femenino de Golf es un torneo femenino de golf que se disputa en Canadá desde el año 1973 como parte del LPGA Tour. Es el principal torneo de dicho país y uno de los más prestigiosos del mundo. La sede varía cada año, recorriendo las distintas provincias del país, y por lo general se juega en agosto.
Fue uno de los torneos mayores de golf femenino entre 1979 y 2000, tras lo cual tomó su lugar el Abierto Británico. No obstante, su bolsa de premios de 2.250.000 dólares estadounidenses continúa siendo de las más altas del circuito.

## Ganadoras
En su etapa como torneo mayor, dos golfistas lograron múltiples victorias: Pat Bradley con tres y Brandie Burton con dos. Considerando el historial completo, se añaden a dicha lista Meg Mallon y Lydia Ko con tres victorias, y JoAnne Carner con dos.
| Año  | Golfista                            | Golpes |
| ---- | ----------------------------------- | ------ |
| 1973 | Jocelyne Bourassa                   | 214    |
| 1974 | Carole Jo Skala                     | 208    |
| 1975 | JoAnne Carner                       | 214    |
| 1976 | Donna Caponi                        | 212    |
| 1977 | Judy Rankin                         | 212    |
| 1978 | JoAnne Carner                       | 278    |
| 1979 | Amy Alcott                          | 285    |
| 1980 | Pat Bradley                         | 277    |
| 1981 | Jan Stephenson                      | 278    |
| 1982 | Sandra Haynie                       | 280    |
| 1983 | Hollis Stacy                        | 277    |
| 1984 | Juli Inkster                        | 279    |
| 1985 | Pat Bradley                         | 278    |
| 1986 | Pat Bradley                         | 276    |
| 1987 | Jody Rosenthal                      | 272    |
| 1988 | Sally Little                        | 279    |
| 1989 | Tammie Green                        | 279    |
| 1990 | Cathy Johnston                      | 276    |
| 1991 | Nancy Scranton                      | 279    |
| 1992 | Sherri Steinhauer                   | 277    |
| 1993 | Brandie Burton                      | 277    |
| 1994 | Martha Nause                        | 279    |
| 1995 | Jenny Lidback                       | 280    |
| 1996 | Laura Davies                        | 277    |
| 1997 | Colleen Walker                      | 278    |
| 1998 | Brandie Burton                      | 270    |
| 1999 | Karrie Webb                         | 277    |
| 2000 | Meg Mallon                          | 282    |
| 2001 | Annika Sörenstam                    | 272    |
| 2002 | Meg Mallon                          | 284    |
| 2003 | Beth Daniel                         | 276    |
| 2004 | Meg Mallon                          | 270    |
| 2005 | Meena Lee                           | 279    |
| 2006 | Cristie Kerr                        | 276    |
| 2007 | Lorena Ochoa                        | 268    |
| 2008 | Katherine Hull                      | 277    |
| 2009 | Suzann Pettersen                    | 269    |
| 2010 | Michelle Wie                        | 276    |
| 2011 | Brittany Lincicome                  | 275    |
| 2012 | Lydia Ko                            | 275    |
| 2013 | Lydia Ko                            | 265    |
| 2014 | So Yeon Ryu                         | 265    |
| 2015 | Lydia Ko                            | 276    |
| 2016 | Ariya Jutanugarn                    | 265    |
| 2017 | Park Sung-hyun                      | 271    |
| 2018 | Brooke Henderson                    | 267    |
| 2019 | Ko Jin-young                        | 262    |
| 2020 | Suspendido por la Pandemia COVID-19 |        |